# 120350 Richburns
120350 Richburns è un asteroide della fascia principale. Scoperto nel 2005, presenta un'orbita caratterizzata da un semiasse maggiore pari a 2,4742276 UA e da un'eccentricità di 0,1088066, inclinata di 6,99218° rispetto all'eclittica.